# Fyodor III của Nga
Fyodor (Theodore) III Alexeyevich của Nga (tiếng Nga: Фёдор III Алексеевич) (9 tháng 6 năm 1661 - 7 tháng 5 năm 1682) là Sa hoàng thứ ba của vương triều Romanov của nước Nga từ năm 1676 đến năm 1682.

## Cuộc đời
Fyodor III sinh ra ở Moscow, con trai đầu lòng của Sa hoàng Aleksei của Nga và hoàng hậu Maria Miloslavskaya. Trước khi lên ngôi, ông được hưởng một nền giáo dục tốt từ thầy Simeon Polotsky. Ông học và biết rành tiếng Ba Lan và chữ Latinh, nhưng bị một căn bệnh bí hiểm và bị di tật ngay từ khi sinh ra. Năm 1680 ông cưới Agaphia Simeonovna Grushevskaya, có con trai là Ilya Fyodorovich nhưng người con này về sau thì mất sớm. Mặc dù vậy, Fyodor III có nhiều cố gắng để cải cách đất nước như: ông cho cải cách lại quân đội, giảm nhẹ hình phạt và thành lập học viện khoa học tại tu viện Zaikonospassky, nơi chỉ dạy các thứ tiếng Slavonic, Hy Lạp, Latin và Ba Lan. Đến những ngày cuối trước khi từ trần, Fyodor III cho kiện toàn lại hệ thống chính quyền dân sự Nga (cải cách mestnichestvo, hoặc "đặt ưu tiên"), phá vỡ hệ thống dân sự quân sự - quân sự của Muscovy qua nhiều thế hệ.

## Gia đình
Fyodor III có 2 hoàng hậu. Hoàng hậu thứ nhất là Agaphia Grushevskaya sinh cho ông hoàng tử Ilya Fyodorovich, người được kỳ vọng là người thừa kế ngai vàng. Nhưng Agaphia chết bất ngờ sau ba ngày sinh nở, còn hoàng tử thì qua đời 7 ngày sau khi mẹ mất. Hai năm sau (1682),  Fyodor kết hôn lần thứ hai Marfa Apraksina, nhưng ông chết ba tháng sau khi đám cưới với vợ mới. Tin tức về cái chết của ông đã làm dấy lên cuộc nổi dậy Moscow năm 1682. Sau khi ông qua đời, hai em trai là Ivan V và Pyotr I cùng lên làm Hoàng đế Nga.